# Фараонов муравей
Фарао́нов мураве́й, или домовый муравей, или корабельный муравей (лат. Monomorium pharaonis, англ. Pharaoh ant) — маленький, размером 2—2,5 мм длиной (самки — 4 мм), рыжей окраски муравей рода Monomorium, широко известный как «домовый муравей», заселяющий человеческие жилища. Относится к одним из известнейших домашних вредителей.

## Название
Впервые эти крошечные рыжие муравьи были обнаружены в гробницах египетских фараонов — на мумиях, куда они проникли в поисках пищи. Здесь их поймали и передали для определения шведскому учёному Карлу Линнею. Он описал это насекомое в 1758 году, назвав фараоновым муравьём, и предположил, что Египет и сопредельные районы Северной Африки являются его родиной. Он имеет 128 видов ближайших родственников, 75 из которых, в том числе и фараонов муравей, обитают в природе в Восточной Африке.
В Европе первый раз фараонов муравей был обнаружен в 1828 году в Лондоне, где уютно устроился в домах под плитами каминов. В 1862 году он был обнаружен уже в Казани, а в 1863 году его поймали в Австрии. Примерно к этому же времени относятся его нахождения в гаванях Северной и Южной Америки. Из портовых городов фараоновы муравьи проникли внутрь континентов. К настоящему времени встречаются по всему миру. В Москве они известны с 1889 года.

## Распространение
Теплолюбив. Вследствие синантропности оказался распространён по всем пяти континентам мира, переносясь с места на место с вещами и продуктами. Его родиной считается Египет. В середине XIX века фараонов муравей был привезён из Африки в Англию на торговых судах. В XX веке он распространился по всему миру на автомобилях, самолётах и кораблях, став таким образом космополитом.
Обитает в тёмных, тёплых и влажных местах. Заселяет готовые полости: простенки домов, щели в полу и фундаменте, пространство за обоями, коробки, может поселиться даже в складках одежды, вазах или бытовой технике.
Этот вид селится в диффузных гнёздах, то есть таким образом, что один муравейник распределён по большой территории (обычно в пределах одного дома) в виде множества связанных друг с другом гнёзд. В каждом гнезде может быть несколько яйценесущих самок. Когда условия в одном из гнёзд ухудшаются, муравьи мигрируют в соседние или образуют новые. По этой причине с фараоновыми муравьями очень сложно бороться, поскольку зона дезинсекции должна охватывать весь муравейник, а значит, и всю квартиру, где поселился домовой муравей.
Фараонов муравей был завезён в Гренландию, где ранее муравьёв никто не находил. В 2013 году в ловушке Малеза в 2 км от аэропорта Кангерлуссуак - Сондре Стромфьорд был обнаружен самец этого вида.

## Внешний вид

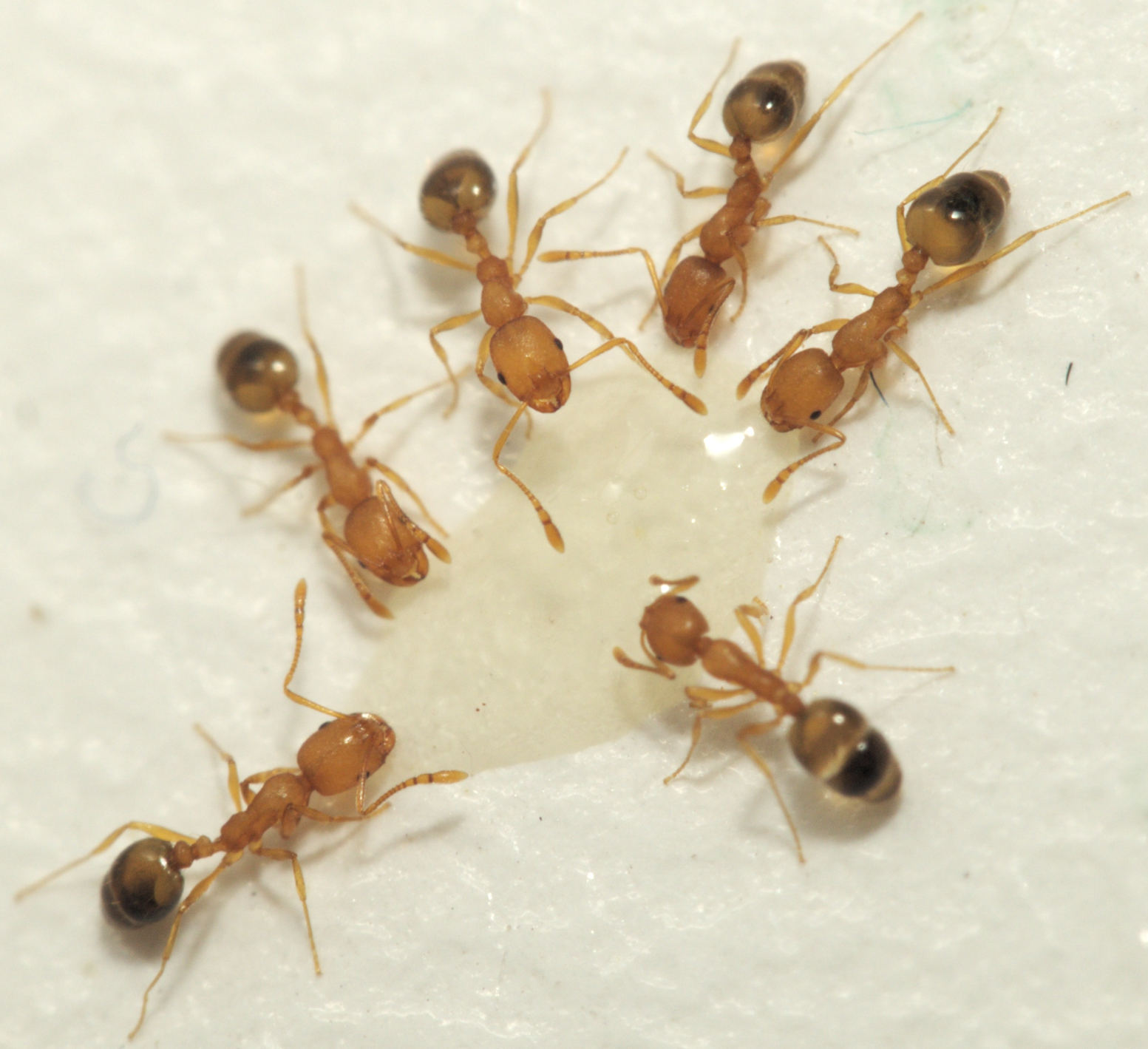

Муравьи рыжего или буро-жёлтого цвета, кутикула слегка прозрачная, брюшко тёмное. Рабочие особи имеют длину 1,5—2 мм, бескрылые. Самцы всегда крылаты, имеют длину 3—3,5 мм, очень тёмные, почти чёрные. Самки до спаривания крылатые, после — бескрылые, длиной 4—4,5 мм, имеют тёмно-бурые подпалины.
Усики у самок и рабочих 12-члениковые, с явственной 3-члениковой булавой, у самцов — 13-члениковые.

## Образ жизни
Семья фараоновых муравьёв может достигать 350 тысяч особей, но обычно колеблется в пределах нескольких тысяч. В развитой семье насчитывается 100—200 половозрелых самок. За год численность семьи может увеличиться на одну—три тысячи особей. Добыванием пищи занято порядка 10 % рабочих муравьёв, остальные ухаживают за потомством. Срок развития от яйца до рабочей особи составляет в среднем 38 суток, у половых особей — 42 суток. Максимальный срок жизни половозрелой самки может достигать 10 месяцев, самцов — не более 20 суток, рабочих особей — 60 суток.
Поскольку фараоновы муравьи живут в почти неизменяющихся условиях человеческого жилища, они не впадают в зимнюю «спячку», роение происходит круглогодично. Хотя самцы и самки перед спариванием и имеют крылья, лёта у них не бывает. После спаривания рабочие особи откусывают самкам крылья. Расселение фараоновых муравьёв происходит путём «отпочковывания» гнезда: группа рабочих муравьёв с личинками и куколками, а также несколькими «царицами» переселяется в другое место, пригодное для размножения.

## Борьба с муравьями в быту
Для уничтожения муравьев в доме можно применять либо химические препараты, либо ядовитые приманки. Многие современные приманки обладают кумулятивным действием, то есть муравей не сразу погибает, а успевает возвратиться в муравейник и заразить там ещё несколько сородичей, после чего все они погибают. В особо запущенных случаях рекомендуется вызвать специальную бригаду для полной химической обработки дома.